# Ichneumon rudolphi
Ichneumon rudolphi är en stekelart som beskrevs av Holmgren 1884. Ichneumon rudolphi ingår i släktet Ichneumon och familjen brokparasitsteklar. Arten är reproducerande i Sverige. Inga underarter finns listade i Catalogue of Life.